# Kongsberg Sølvværk
Kongsberg Sølvværk (norsk: Kongsberg Sølvverk) er et tidligere mineselskab, som blev oprettet i 1623 og dermed er blandt Norges ældste og mest kendte bjergværker. Værket regnes også som Norges største virksomhed i førindustriel tid og nåede et omfang på omkring 1000 km minegange, 300 skakter og mellem 1500 og 2000 skjerp. Kongsberg Sølvværk var i kontinuerlig drift til 1958. Sølvværket er fredet som kulturmiljø efter den norske kulturminneloven.
Driften af Kongsberg Sølvværk foregik især i minekomplekserne Underberget og Overberget, og resultaterne svingede mellem 2 og 12 ton sølv per år. Den samlede produktion fra Kongsberg Sølvværk beløber sig officielt til 1.350 ton sølv, men det er sandsynligt, at den reelle udvinding var større. Sølvforekomsterne var overvejende gedigent sølv, som var en del af en kompleks malm knyttet til mægtige gange i bjerget.

## Historie
Fra starten blev bjerget drevet med fyrsetting (opvanmning ved hjælp af bål) ved siden af udhakning med hammer og mejsel. Der blev eksperimenteret med krudt fra 1659, regulær krudtdrift fra 1681. Minedrift i det særligt hårde Kongsberg-bjerg var kapital- og kraftkrævende, så værket gennemgik i hele sin driftstid konstant teknologisk udvikling for at effektivisere produktionen. Før elektriciteten kom, sørgede et omfattende kunstigt damanlæg med vandrender og vandhjulsdrift for kraft til minernes hejsesystemer.
De stadig dybere miner krævede drift af stoller til udtransport af malm, vanddrænering og udluftning af af gasser fra fyrstederne.
Virksomheden var i begyndelsen domineret af tyskere, som rekrutteredes fra saksiske bjergværker. Minerne fik tyske navne og blev administreret efter samme mønster, som de hævdvundne tyske bjergretstraditioner anviste. Udviklingen af værket var højt prioriteret af den dansk-norske stat og den første offentlige kærrevej i Norge blev bygget i 1624 til Hokksund som transportvej for mineselskabet.
Driften ved værket nåede højdepunktet i 1770-erne, da over 4.000 personer var direkte knyttet til produktionen. 1750'erne, 1760'erne og 1770'erne var sølvværkets storhedstid. I 1805 blev minedriften indstillet efter flere år med faldende sølvforekomster til trods for betydelige investeringer. I 1810 lagde en stor bybrand store dele af bjergstaden Kongsberg i aske.
I 1816 blev minedriften genoptaget, om end i mindre skala end tidligere. Man opgav ideen om bred drift på mange miner og valgte at satse på færre og mere sølvholdige miner. Kundskaben om, hvor sølvet var mest sandsynligt at finde, blev nu også stadig mere sikker. Der blev gjort betydelige nye malmfund særlig i 1830-erne og 1860-erne. Den særligt righoldige Kongens gruve blev udnyttet til en dybde af over 1.000 meter. Værket udvandt sølv helt frem til nedlæggelsen, men faldende sølvpriser skabte efterhånden årevise underskud, som blev begrundelsen for Stortingets endelige beslutning om nedlæggelse af driften den 17. marts 1957. Da havde selskabet i flere år tjent mere på sine store skovejendomme end på selve minedriften.
Anlæggene er nu lukkede, og åbningerne delvist tilmurede. En mindre del er lavet om til museum og turistattraktion under Norsk Bergverksmuseum på Kongsberg. De af sølvminerne, som er åbne for publikum, ligger i Saggrenda, 8 km fra Kongsberg centrum. Her bringer et minetog besøgende 2,3 km ind i bjerget.

## Geologi
Kongsberg sølvminer ligger i udkanten af Oslofeltet, hvor malm blev dannet ved udfældning af mineraler fra opløsninger fra aktive vulkaner.